# 탈린 매뉴얼
탈린 매뉴얼(Tallinn Manual on the International Law Applicable to Cyber Warfare)은 사이버 전쟁에서 적용되는 국제법을 담은 지침서를 말한다. NATO 협동사이버방위센터(CCDCOE)에서 발간하였고 에스토니아 수도 탈린에서 기초되어 탈린 매뉴얼이라고 불린다.  주요 내용을 사이버 공격을 받았을 경우 주변 피해를 최소화할 것을 요구하고 있으며 해킹시 디지털 공격으로 보복을 가능하나 실제의 공격은 사이버 공격으로 실제의 사망 부상자가 있을 경우에만 허용하도록 하고 있다. 이 매뉴얼은 구속력은 없고 지침서의 형식을 취하고 있다. 

## 참고 문헌
- 홈페이지

사이버공격으로 인명피해 발생시 해당국가에 군사적보복 가능, 핵티비스트같은 비국가향위자에 대해서도 보복, 사이버공격의 배후지를 제공한 국가나 업체에 대해서도 국제법과 전쟁법을 적용하여 책임추궁 등
ㅡ 김상배, 사이버안보의 미중관계. 2015에서 ㅡ